# Медея

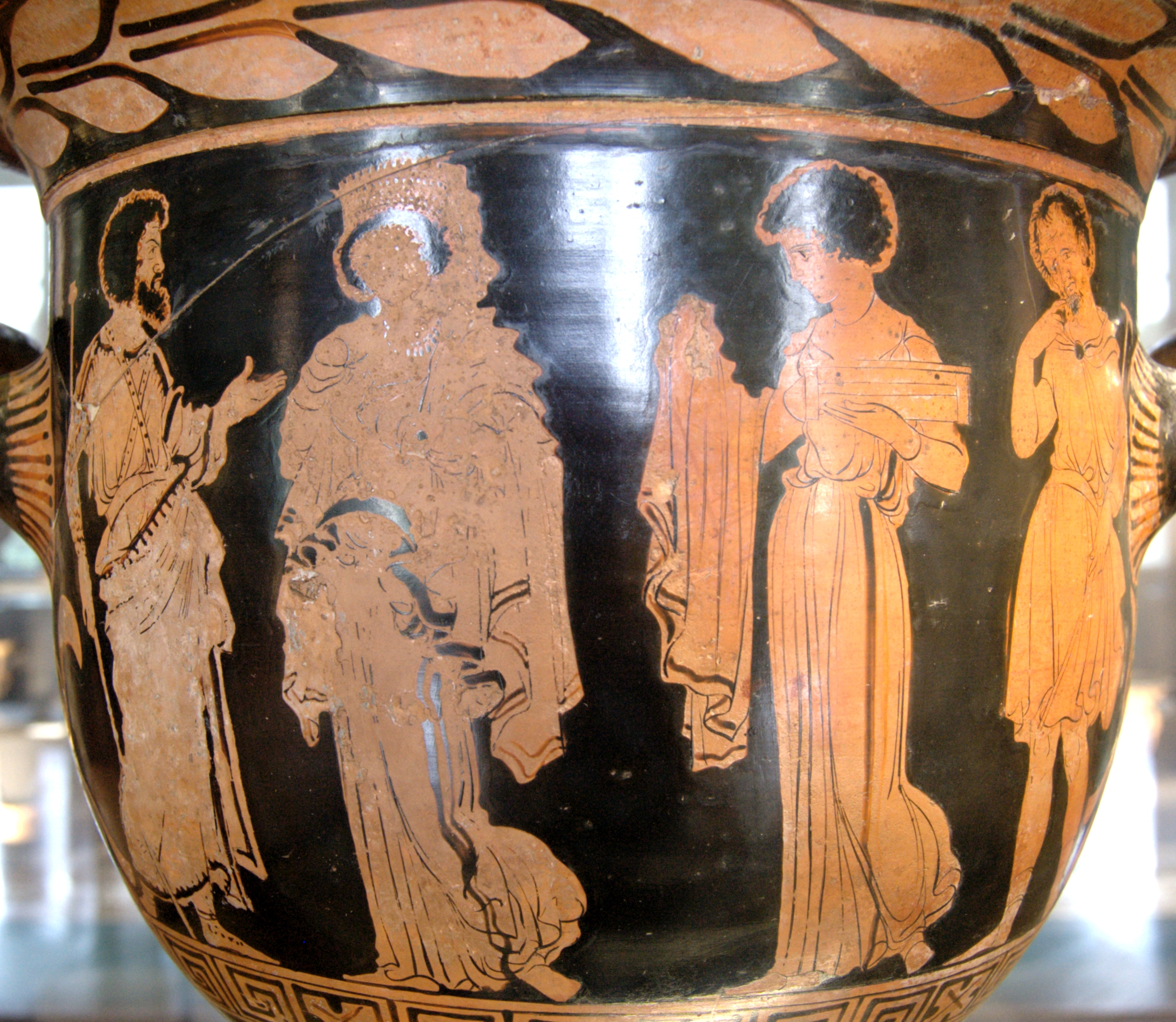
Дзвоноподібний кратер: Дари Медеї Креусі, з Апулії, Вазописець Долона. Лувр

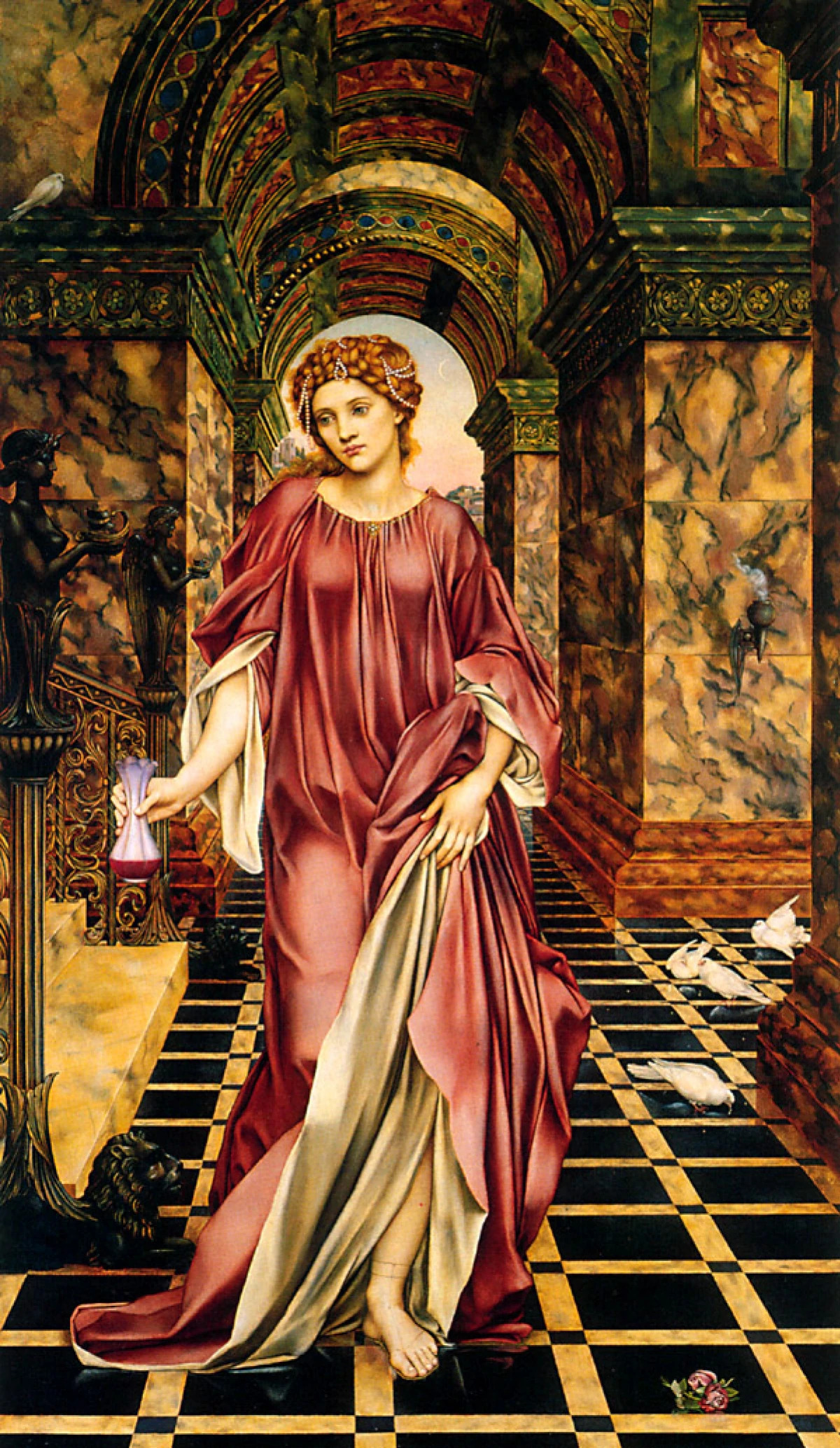
«Медея», картина Евелін де Морган

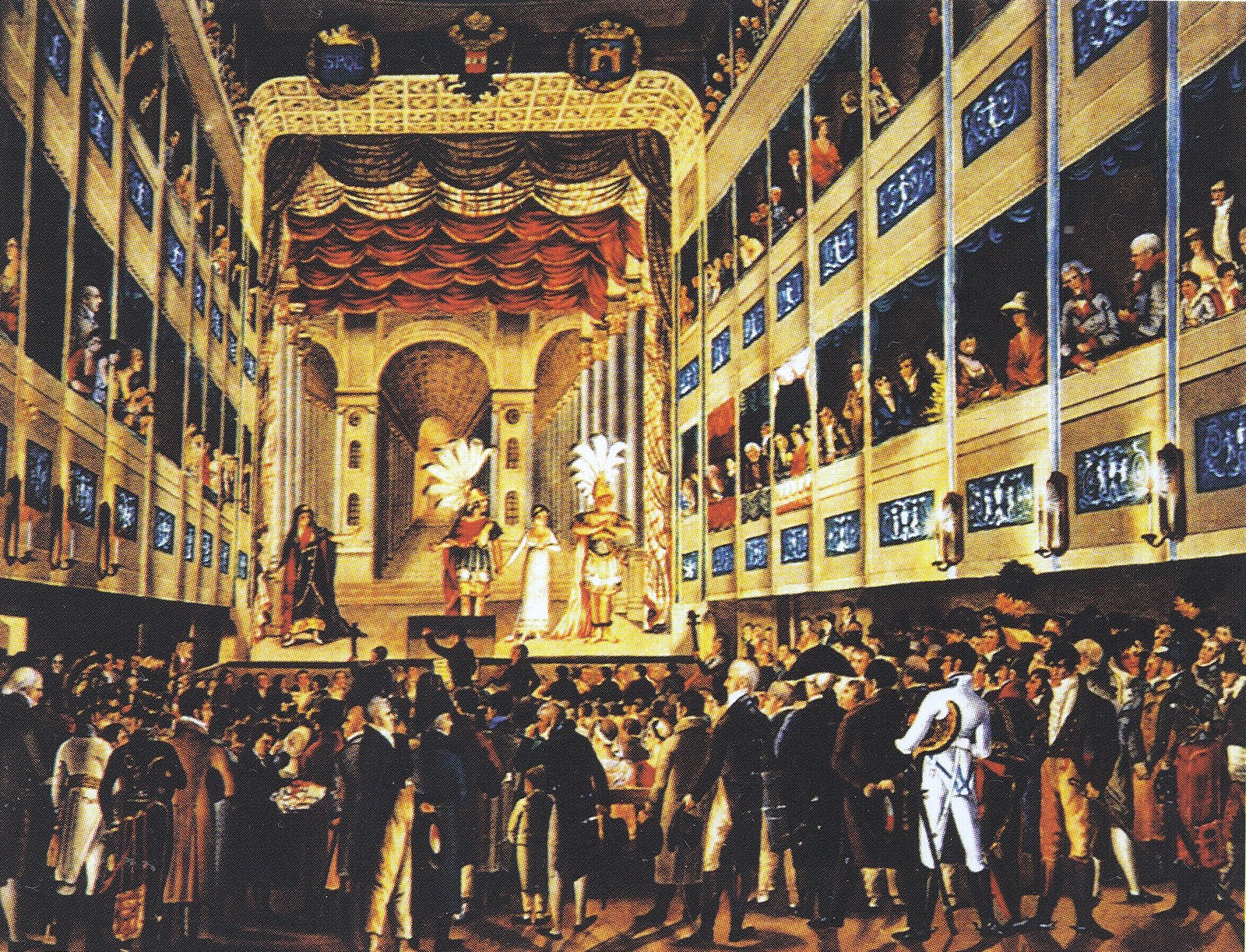
Ф. К. Герстенбергер. Спектакль «Медея» в колишньому францисканському костелі. 1805 р.

Меде́я (грец. Μήδεια — «мужність», груз. მედეა) — чарівниця, молодша дочка колхідського царя Еета, небога Цирцеї, онука бога сонця Геліоса, згодом — дружина Ясона, з яким мала двох синів. У п'єсі Евріпіда «Медея» Ясон покидає свою дружину, коли коринфський цар Креонт запропонував йому свою дочку Главку (яку також називають Креусою). П'єса розповідає про помсту Медеї невірному чоловікові.
Медея фігурує в міфі про Ясона та аргонавтів, добре знаному із «Аргонавтики» Аполлонія Родоського. Відомості про Медею давні та розрізнені; у більшості з них вона виступає чаклункою та часто зображується відьмою або жрицею Гекати. Міф про Медею дуже старий, записаний приблизно в часи Гесіода.

## Ясон та Медея
Коли до Колхіди прибули аргонавти, закохана Медея допомогла Ясонові здобути золоте руно за умови, що він з нею одружиться, і втекла разом з ним до Греції. За найбільш відомою версією міфа, Еет доручив Ясонові засіяти поле за допомогою чарівних биків Геліоса, які видихали полум'я, а потім засіяти його зубами дракона, які потім мали перетворитися на озброєних вояків. Медея дала Ясонові мазь, яка захищала від полум'яного дихання биків, і навчила кинути камінь у гущу армії вояків, після чого вони, не знаючи, хто кинув камінь, перебили один одного. Після цього Еет звелів Ясонові вбити дракона, який стеріг золоте руно, і Медея приготувала сонне зілля і приспала чудовисько за допомогою чар. Здобувши руно, Ясон і Медея втекли на кораблях. Аполлоній зазначує, що Афродіта за бажанням Гери навіяла Медеї кохання та пристрасть до Ясона, аби та допомогла йому здобути руно.
За деякими версіями, щоб затримати погоню, вбила (або допомогла Ясонові вбити) свого молодшого брата Апсірта, розрубавши на частини і кинувши його в море (або розкидавши по узбережжю). За іншими — Апсірт переслідував їх, але Медея заманила його у пастку, де Ясон вбив його. Подекуди зазначується, що після цього вони зупинилися на острові Цирцеї, аби та очистила свою небогу та її коханого від гріха за вбивство брата. Медея зцілила аргонавта Аталанту, вбила бронзового велетня Тала, звівши його з розуму, і напророкувала Евфему, що його нащадки заселять Лівію.
Ясон одружився з Медеєю, коли втікачі переховувалися у володаря феаків Алкіноя, який обіцяв колхам віддати чарівницю, якщо вона ще не стала дружиною Ясона. Прибувши в місто Іолк, Медея допомогла Ясонові помститися Пелієві, який відібрав трон у його батька Есона. Чарівниця порадила дочкам Пелія розрубати батька на частини і зварити в казані, щоб омолодити старогопорівняй — анкх (так вона зробила з бараном, що від цього став ягням). Пелій загинув, а Медею разом з Ясоном за це вигнали з Іолка. Вони оселилися в Коринфі, де Медея народила двох синів.
Коли Ясон задумав одружитися з дочкою коринфського царя Креонта Главкою (Креусою), Медея, проклинаючи невдячного чоловіка, вирішила помститися йому. Вона послала суперниці просочений отрутою пеплос (одіяння), надягши який Главка згоріла заживо разом з батьком, який намагався врятувати дочку. Убивши своїх дітей, Медея полетіла на колісниці, запряженій крилатими кіньми (варіант: драконами). В іншому варіанті міфа Медея залишила дітей, які молилися, біля вівтаря Гери, і коринфійці, в помсту за Главку, вбили їх. Тікаючи з Коринфу, Медея оселилася в Афінах і стала дружиною Егея, народивши йому сина Меду. Коли в Афіни вернувся з батьком спадкоємець Егея Тесей, Медея, боячись, що він, а не Мед, успадкує владу батька, переконала чоловіка спробувати убити прибульця.
Але Егей впізнав сина, розкрив підступництво Медеї й вигнав її з Афін. Після цього Медея і її син Мед повернулися в Колхіду, де на той час Еет був скинутий з престолу братом Персом. Мед убив Перса й запанував у Колхіді, згодом завоювавши значну частину Азії (варіант: Мед загинув у поході проти індів, а Медея сама вбила Перса й повернула владу батькові).
Надалі Медея була перенесена на острови блаженних, де стала дружиною Ахілла.

## Версії кінцівок міфа
У Коринфі Ясон вирішив одружитися з дочкою коринфського царя Креонта Главкою (Креусою). Медея, жадаючи помсти, надіслала молодій отруєне чарівним зіллям вбрання, надягнувши яке Креуса згоріла (або була отруєна) разом з батьком, який намагався врятувати її. За Евріпідом, щоб завдати ще більшого горя Ясонові, Медея вбила своїх синів Мермера та Фера й на колісниці, запряженій крилатими драконами, втекла до Афін, де стала дружиною Егея. За намагання отруїти Егеєвого спадкоємця Тесея Медею вигнали з Афін. Вона повернулася до Колхіди й допомогла Еетові відновити втрачену владу. Згодом Медея була перенесена на Острови блаженних, де стала дружиною Ахіллеса.
За Евмелом Медея вбила своїх дітей випадково, а Креофіл вважає, що їх було вбито коринфійцями. Але найпоширенішою версією залишається дітовбивство.

## Образ Медеї в мистецтві
Міф про Медею в давньогрецькій літературі опрацював Евріпід, а в римській — Сенека. Пізніше цей міф використали Корнель і Франц Ґрільпарцер. Він був також темою опер, балетів, образотворчого мистецтва (Марк Антуан Шарпантьє, Луїджі Керубіні, Й. Мисливечек, Паоло Веронезе, Ніколя Пуссен, Ежен Делакруа й ін.).
Казкові риси Медеї зазнали істотних змін у творчості грецьких і римських письменників.
Тема нерозділеного кохання Медеї до Ясона, намічена ще Піндаром, одержала розвиток в однойменній трагедії Евріпіда, де Медея стала вбивцею своїх дітей.
У Сенеки (трагедія «Медея») вона з'являється як сувора месниця, яка діє з жорстокою послідовністю.
В античному образотворчому мистецтві (у вазописах, на рельєфах саркофагів, фресках) знайшли відбиття сцени: Медея допомагає Ясонові добути золоте руно, смерть Пелія, вбивство дітей. Європейське мистецтво звертається до міфа з XIV століття спочатку в книжкових ілюстраціях, потім у живописі (сюжети: «Медея вбиває своїх дітей» — у Паоло Веронезе, Ніколя Пуссена, Карла Ванлоо, Ежена Делакруа; «Медея омолоджує Пелія» — у Гверчіно й ін.).
Український хіп хоп артист Krechet написав пісню 《Медея》, де порівняв міф з подіями російсько-української війни.